# آلیشیا داکنشتاین
آلیشیا داکنشتاین (انگلیسی: Alicia Dickenstein؛ زادهٔ ۱۷ ژانویه ۱۹۵۵) دانشمند در زمینه هندسه جبری اهل آرژانتین است.